# José-Maria de Hérédia
José-Maria de Hérédia (La Fortuna, 22 novembre 1842 – castello di Bourdonné, 1905) è stato un poeta francese d'origine cubana, eletto all'Académie Française nel 1894. Fu uno dei massimi esponenti del parnassianesimo.

## Biografia
Ebbe tre figlie: Hélène, Marie, scrittrice con lo pseudonimo di Gérard d'Houville e sposa di Henri de Régnier, Louise, moglie di Pierre Louÿs.
Morì il 2 ottobre 1905, e fu sepolto a Bonsecours, Senna Marittima, in Francia.
Le sue prime opere ricevettero l'influenza di Hugo, Ronsard e Lecomte de Lisle, di cui divenne amico quando soggiornò a Parigi per frequentare la facoltà di legge.
Pubblicò le sue poesie in diverse riviste letterarie, e le riunì solo molto più tardi in volume. L'opera, intitolata Les Trophées (I Trofei) ricevette l'alloro poetico dall'Académie Française, riconoscimento che Hérédia aveva già ottenuto per la sua traduzione dallo spagnolo de l'Histoire véridique de la conquête de la Nouvelle-Espagne del capitano Bernal Diaz del Castillo. Collaborò alla Revue des Deux Mondes, al Temps e al Journal des débats.
Fu eletto Accademico di Francia il 22 febbraio 1894, in sostituzione di Charles de Mazade, e ricevuto il 30 maggio 1895 da François Coppée. In occasione della visita dei sovrani russi a Parigi, nel 1896, Hérédia compose il Salut à l'Empereur (Saluto all'Imperatore), poesia che fu letta da Paul Mounet, attore della Comédie française, durante la cerimonia per la posa della prima pietra del ponte Alessandro III.
Fu membro della Commissione per il dizionario, nonché conservatore della Biblioteca dell'Arsénal e segretario d'ambasciata.
I suoi lavori si distinsero per una perfezione formale e per una indiscutibile tecnica, oltreché per una sguardo distaccato ed obiettivo sul mondo, anche a scapito dell'espressione dei propri sentimenti e delle proprie idee. Grazie alla sua vasta erudizione riuscì a creare quadri descrittivi raffinati e brillanti su personaggi quali Michelangelo ed Ercole.

## Opere
- Véridique histoire de la conquête de la Nouvelle-Espagne (Storia veritiera della conquista della Nuova Spagna), 3 volumi, 1877-1878, traduzione da Díaz del Castillo;
- Les Trophées (I Trofei), 1893;
- La nonne Alférez, 1894;
- Poésies complètes (Poesie complete), con note e varianti 1924.